# Villalba del Alcor
Villalba del Alcor è un comune spagnolo di 3 510 abitanti situato nella comunità autonoma dell'Andalusia.